# Ненапрегнато-затворена ненапрегнато-предна незакръглена гласна
Ненапрегнато-затворената ненапрегнато-предна незакръглена гласна е гласен звук, срещан в някои говорими езици и представян в международната фонетична азбука със символа ɪ. Той заема междинно положение между българските звуци, обозначавани с „и“ и „е“, но изговорен с малко по-задно разположение на езика.
Затворената средна незакръглена гласна се използва в езици като английски (bit, [bɪ̞t]), немски (bitte, [ˈb̥ɪ̞tə]), руски (дерево, [ˈdʲerʲɪvə]), шведски (sill, [s̪ɪ̟l̪ː]).